# Скала Реджа
Скала Реджа, или Царская (Главная) лестница (итал. Scala Regia) — главная, парадная лестница в Ватикане. Официальный вход в Апостольский дворец на северной стороне площади Святого Петра, за «колоннадой Бернини». Лестница ведёт в парадный Царский зал (Sala Regia) и Капеллу Паолина (капеллу Павла III), соединяется с Сикстинской капеллой и имеет важное церемониальное значение. Построена в 1663—1666 годах по заказу папы Александра VII по проекту выдающегося архитектора римского барокко Джованни Лоренцо Бернини. Лестница закрыта для посещения, но её можно разглядеть издали через стеклянные двери, охраняемые швейцарскими гвардейцами.

## История и архитектура
Первая лестница на этом месте была построена Антонио да Сангалло Младшим в начале XVI века.
При перестройке из-за недостатка места архитектору Бернини пришлось прибегнуть к хитрости дабы придать короткой и узкой лестнице величественный образ. По словам Бернини, это была «самая смелая операция, которую я когда-либо предпринимал в своей жизни».
Нижние марши по мере восхождения сужаются, сокращаются интерколумнии (расстояния между колоннами) при этом высота лестничного пространства постепенно становится ниже. Благодаря оптическому обману и скрытым источникам освещения, при взгляде с нижнего лестничного пролёта вверх, туда, где появляется папа, возникает ощущение видения властителя, спускающегося с неба на грешную землю. Лестница кажется ярче, шире и потому эффектнее, чем она есть на самом деле. Этот типично театральный приём с эффектом усиленно сходящейся перспективы характерен для искусства стиля барокко и, в особенности, для большого мастера иллюзионистических эффектов, каким был Джанлоренцо Бернини.
Нечто подобное осуществил Франческо Борромини в Палаццо Спада в Риме в 1652—1653 годах. Ватиканская лестница имеет форму колоннады с цилиндрическим кессонированным сводом. Над входной аркой помещён герб папы Александра VII, окружённый двумя скульптурами ангелов. У основания лестницы Бернини разместил свою знаменитую конную статую Константина Великого, изображающую римского императора в момент видения Креста в небе перед битвой у Мульвийского моста (1670). Фраза «Сим знаком победишь» («In hoc signo vinces») из этой легенды занимает видное место на бандероли (развёрнутой ленте) с изображением креста рядом со статуей Константина.
Позднее, симметрично, на противоположной оконечности галереи-нартекса собора Святого Петра была установлена конная статуя императора Карла Великого работы Агостино Корнаккини (1725).

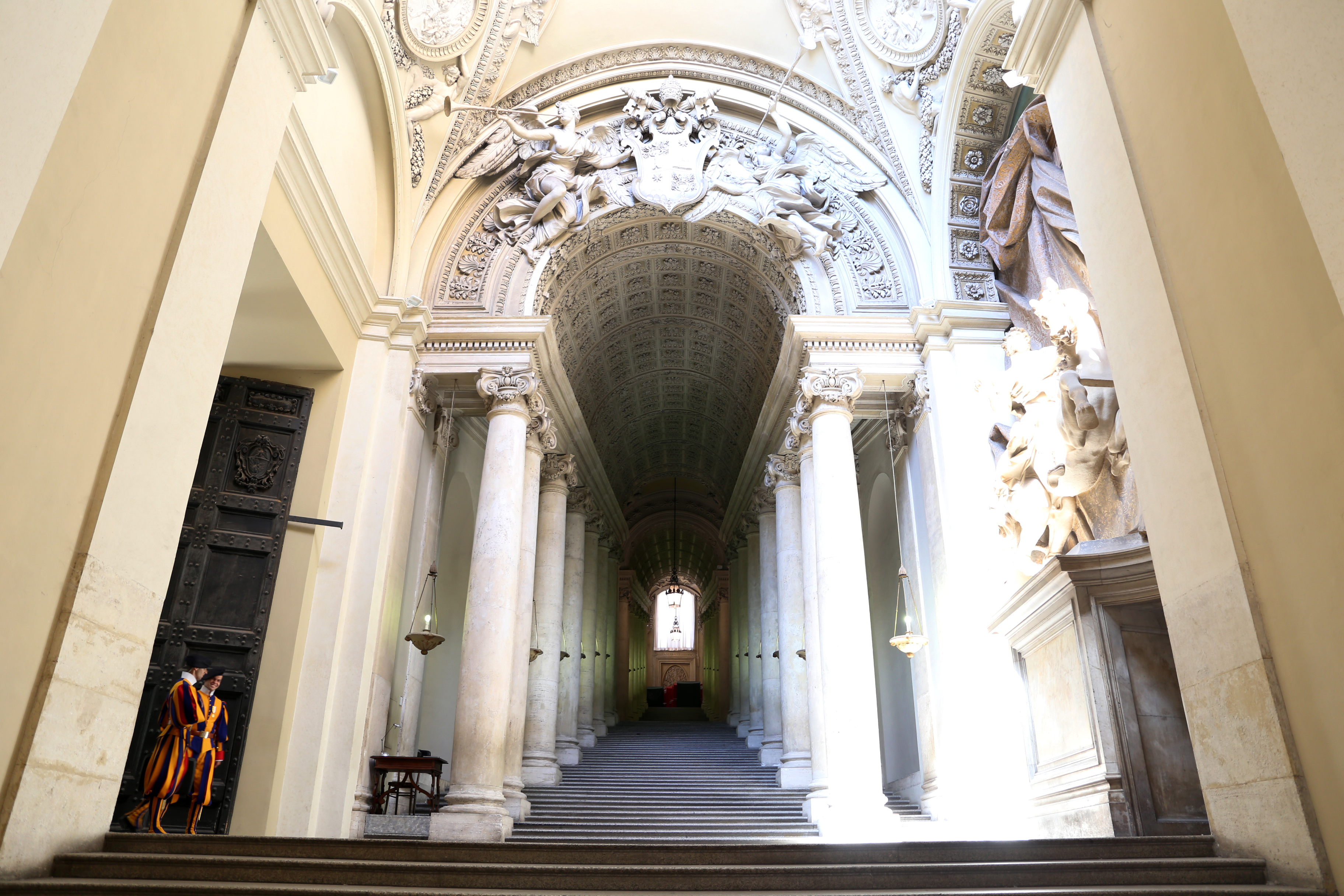
Вход на лестницу
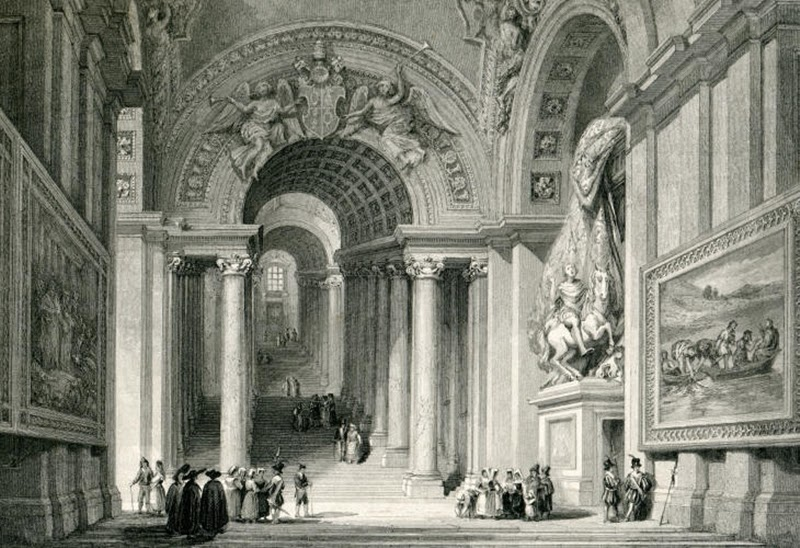
Скала Реджа в Ватикане. Гравюра 1835 г.
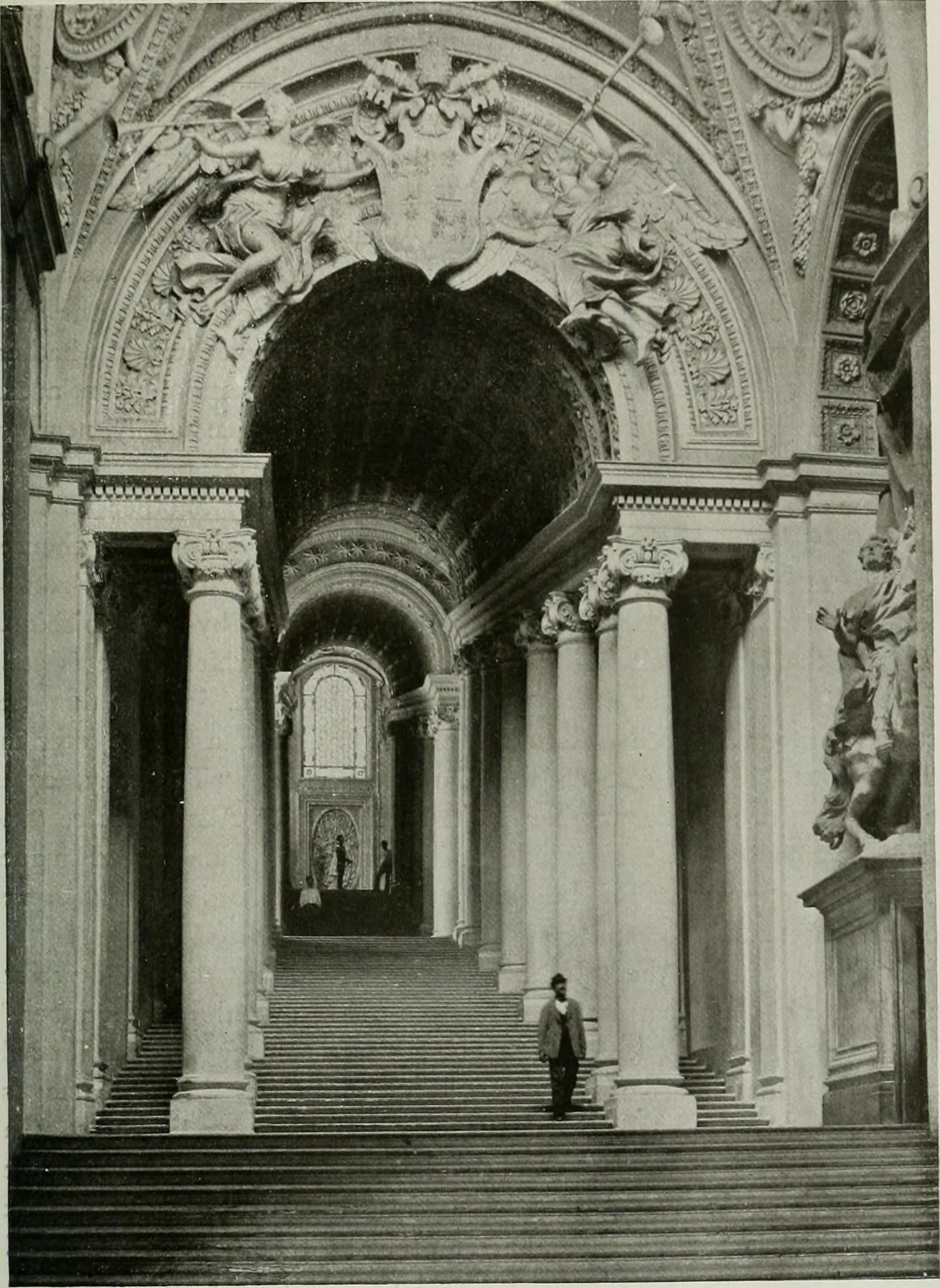
Скала Реджа. Ватикан. Фотография 1915 г.
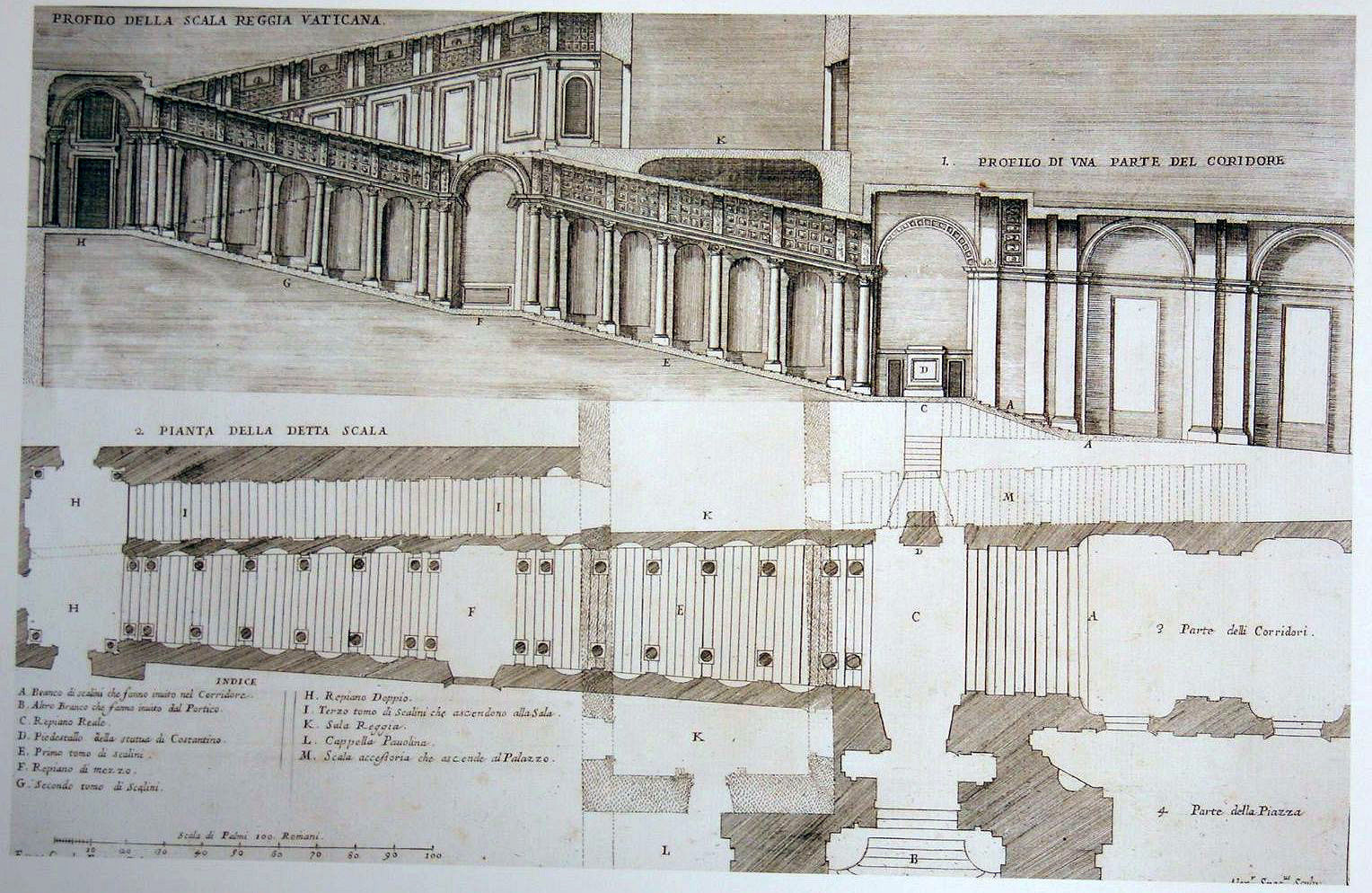
План и осевая проекция Царской лестницы. Гравюра по чертежу К. Фонтана из издания «Templum vaticanum et ipsius origo». Рим, 1694. № 294